# Калімакудзуру
Калімакудзуру (*д/н — 1863) — останній калонга (володар) Мараві.

## Життєпис
Походив з клану Фірі. Відомостей про нього обмаль. При народженні отримав ім'я Сосола, в подальшому став відомий як Калімакудзуру. Почав панував десь у 1830-х роках, оскільки 1836 року є згадка, що він в обмін на худобу пропустив через свої землі племена нгоні на чолі із вождем Звангендаба. На цей час зберігав лише сакральну владу над державами конфедерації Мараві, окрім Лунду.
В цей час стикнувся з вторгненням племен яо. Спочатку з ними стикнулося вождество Канкомба (заступило у впливі вождество Кафвіті з клану Фірі). Капені й Сомба, вожді яо, завдали тому поразки й сплюндрували резиденцію на місці сучасного міста Блантайр. разом з цим послаблюється держава Лунду, яке боролося проти вождеств Манхокве і Тенгані, чим скористався Себетване, літунга кололо, який завдав низки поразкам усім суперникам. У 1850-х роках яо завдали низки поразок державі Унді, давньому суперникові калонг.
Але це не допомогло калонзі відновити кордони колишньої влади, оскільки племена яо почали вдиратися на його власні землі. 1862 року Калімакудзуру уклав союз з Чідьяонгою. вождем нгоні з Мангочі, обіцяючи тому виплати слоновою кісткою і рабами, в обмін на допомогу у вигнанні яо. Втім у війні 1863 року Калімакудзуру зазнав поразки й загинув у війні проти Пемби, вождя яо.
У 1960-х роках Гастингс Камузу Банда оголосив себе невидим калонгою. Після його смерті 1997 року на титул калонга став претендувати Гава Унді X.